# Christian Ernst Wilhelm Benedikt von Borcke
Christian Ernst Wilhelm Benedikt von Borcke (* 1714 in Pommern; † 20. Januar 1783 in Königsberg i. Pr.) war ein deutscher Offizier im Königreich Preußen. Er diente zuletzt als Generalmajor und Chef eines Infanterie-Regiments, das seinen Namen trug.

## Familie
Seine Eltern waren der Bayreuth-Kulmbacher Oberst Melchior von Borke (* 31. August 1679; † 17. Oktober 1755) und dessen Ehefrau Anna Margarete von Trotzenberg. Seine Brüder waren der Oberst Albrecht Friedrich von Borck (1717–1775) und der Generalmajor Philipp Ernst von Borcke (1727–1792).

## Leben
Er trat am 1. Mai 1730 in die Preußische Armee und kam als Gefreitenkorporal zum Regiment Nr. 20. Am 11. Januar 1734 wurde er Fähnrich und am 16. Februar Seconde-Lieutenant. Am 11. August 1740 wurde er Premier-Lieutenant im Regiment Nr. 37. Im Zweiten Schlesischen Krieg nahm er an der Schlacht bei Hohenfriedberg teil. Am 6. Mai 1745 wurde er Stabshauptmann und am 22. Februar 1751 erfolgte seine Ernennung zum Hauptmann und Kompaniechef. Am 2. April 1757 wurde er zum Major befördert. Im Siebenjährigen Krieg kämpfte er bei den Belagerungen von Cosel, Prag und Schweidnitz und in den Schlachten bei Prag, Zorndorf, Kunersdorf und Landeshut.
In der Schlacht bei Prag wurde er am Fuß schwer verwundet und das Pferd wurde unter ihm erschossen. Er geriet in österreichische Gefangenschaft, wurde aber ausgetauscht. In der Schlacht bei Landshut kommandierte er ein Freiwilligen-Bataillon, das sich nach heftiger Gegenwehr ergeben musste. Nach dem Frieden von Hubertusburg konnte er wieder nach Preußen zurückkehren.
Er wurde am 27. Mai 1764 Oberstleutnant und am 29. Juli 1767 Oberst, am 5. April 1769 erfolgte seine Ernennung zum Kommandeur des Infanterieregiments Nr. 37.
Am 7. Mai 1771 wurde er Chef eines Infanterie-Regiments und kurz danach am 26. Mai 1771 erfolgte die Ernennung zum Generalmajor. Am 29. Dezember 1776 erhielt er seinen Abschied, weil er gesundheitlich angeschlagen war. Er bekam eine Pension von 1200 Talern und starb im Januar 1783 in Königsberg.